# Tréflez
Tréflez (bret. Trelez) – miejscowość i gmina we Francji, w regionie Bretania, w departamencie Finistère.
Według danych na rok 1990 gminę zamieszkiwały 763 osoby, a gęstość zaludnienia wynosiła 48 osób/km² (wśród 1269 gmin Bretanii Tréflez plasuje się na 685. miejscu pod względem liczby ludności, natomiast pod względem powierzchni na miejscu 628.).